# 林肯特設鎮區 (密歇根州)
林肯特設鎮區（英語：Lincoln Charter Township）是位於美國密歇根州貝林縣的一個特設鎮區。

## 地方資料
林肯特設鎮區的面積為47.20平方千米，當中陸地面積為46.40平方千米，而水域面積為0.80平方千米。根據2020年美國人口普查的數據，當地共有人口14691人，而人口密度為每平方千米311.25人。